# Burgruine Schlossberg (Bruckdorf)
Die Burgruine Schlossberg, auch Bruckdorf oder Sinzing genannt, ist eine abgegangene Spornburg auf einer 390 m ü. NN hohen Höhenzunge über einem Steilhang zum Tal der Schwarzen Laber, 450 Meter nordwestlich des Gemeindeteils Bruckdorf der Gemeinde Sinzing im Oberpfälzer Landkreis Regensburg in Bayern. „Mauerreste eines fünfeckigen Turms und anderer Bauten“ sind unter der Aktennummer D-3-75-199-20 als Baudenkmal verzeichnet. Die Anlage wird zudem als Bodendenkmal unter der Aktennummer D-3-7038-0285 als „mittelalterlicher Burgstall“ geführt.

## Beschreibung

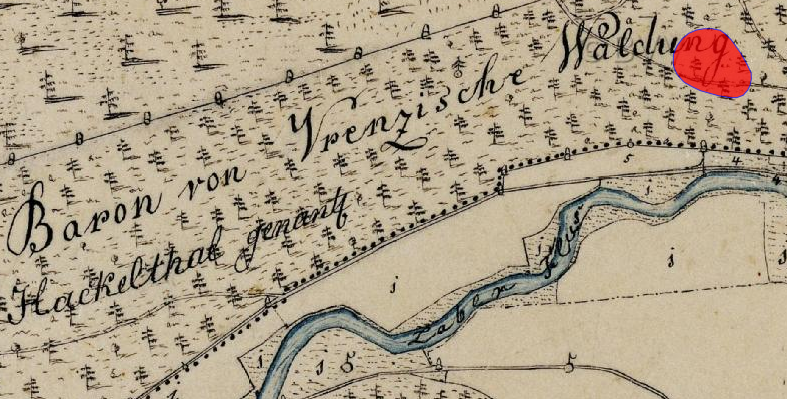
Lageplan der Burgruine Schlossberg (Bruckdorf) auf dem Urkataster von Bayern

Von der vermutlich im 13. Jahrhundert erbauten Burg liegen keine gesicherten Daten vor. Die kleine Burganlage auf schmaler Höhenzunge verfügte über ein 30 Meter langes Burgareal, einen 4 Meter tiefen Halsgraben, einen Turm an der Ostseite sowie einen fünfeckigen Bergfried. Heute zeigt der Burgstall nur noch geringe Mauerreste des Bergfrieds (Fundamentinnenseiten) in Form von Kleinquadern.